# Tanystylum brevipes
Tanystylum brevipes là một loài nhện biển trong họ Ammotheidae. Loài này thuộc chi Tanystylum. Tanystylum brevipes được miêu tả khoa học năm 1881 bởi Hoek.